# Estrato geológico

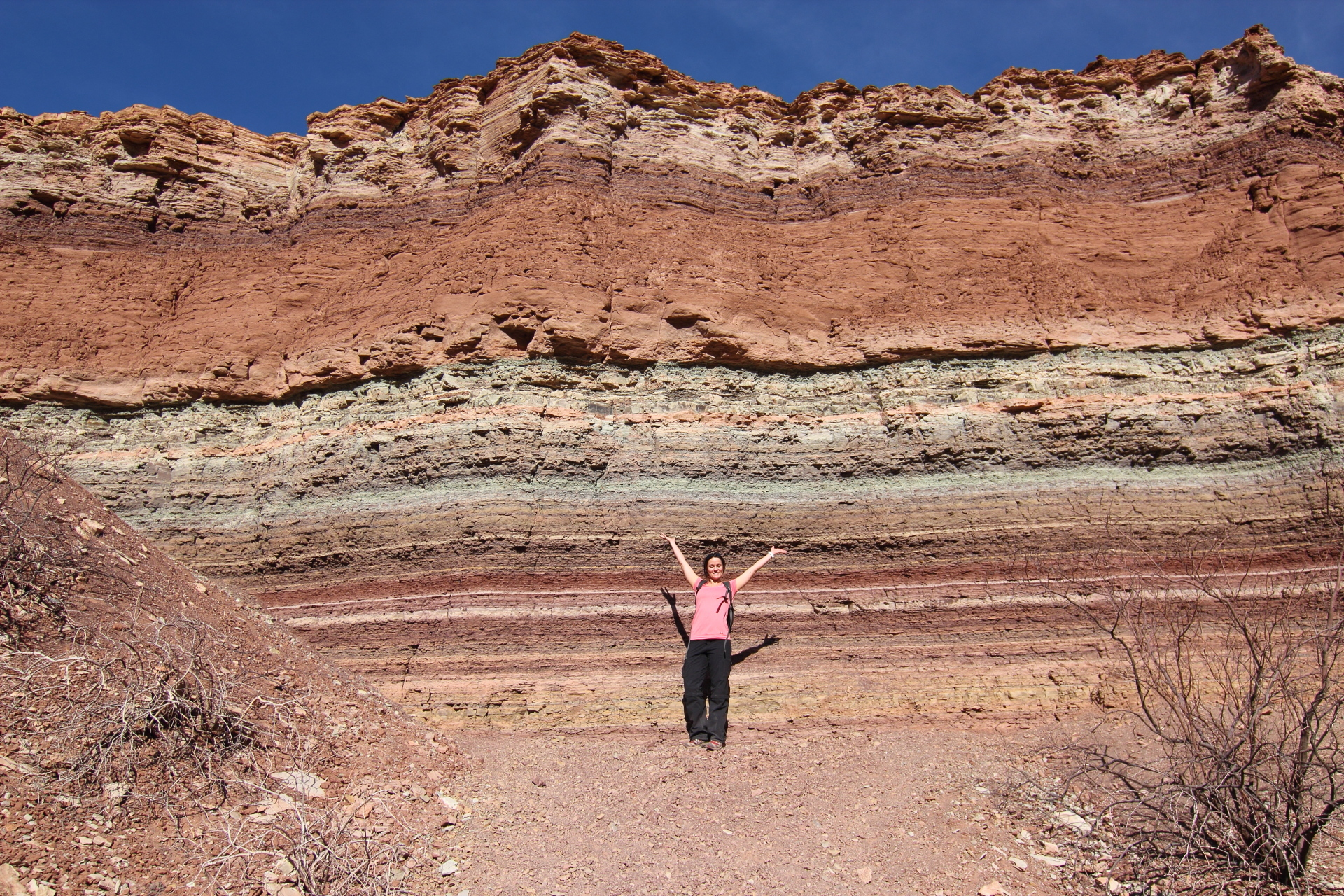
Estratos rochosos em Salta (Argentina)

Na geologia, os estratos geológicos,  camadas de rochas, leitos, níveis estratigráficos ou estratos rochosos compõem conjuntos diferenciados de rochas sedimentares com características físicas e com registos fósseis distintos de outras camadas que as podem preceder ou suceder. As camadas sucessivas de rochas podem contar a história geológica do local estudado. O seu conteúdo de fósseis pode indicar a idade da camada e até mesmo o tipo de ambiente que originou aquela rocha. Neste caso, tais estratos com conteúdo fóssil são denominados leitos fósseis.
Estas camadas podem ter espessuras variáveis: desde estratos menores que um centímetro até camadas com vários metros de profundidade. Não ocorrendo falhas ou dobras na rocha, a camada mais antiga será aquela que está mais abaixo, e a mais recente a que está por cima.
relacionado com este tema estão os princípios da horizontalidade dos estratos e sobreposição dos estratos, ambos concluídos por Nicolau Steno.

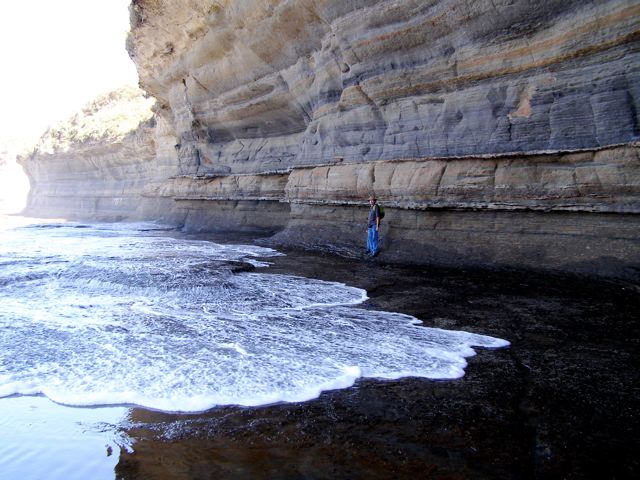
Estratos rochosos numa praia, em Nova Gales do Sul
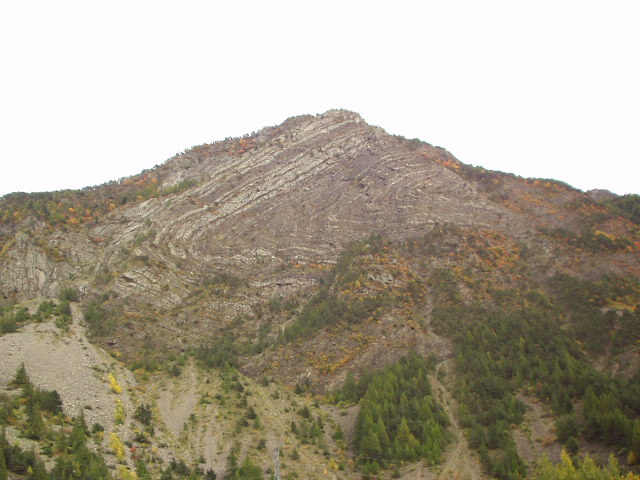
Estratos na face de uma montanha nos Alpes franceses
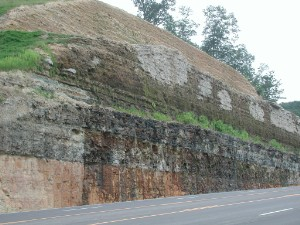
Estrada cortada mostrando estratos de calcário e xisto no Tennessee
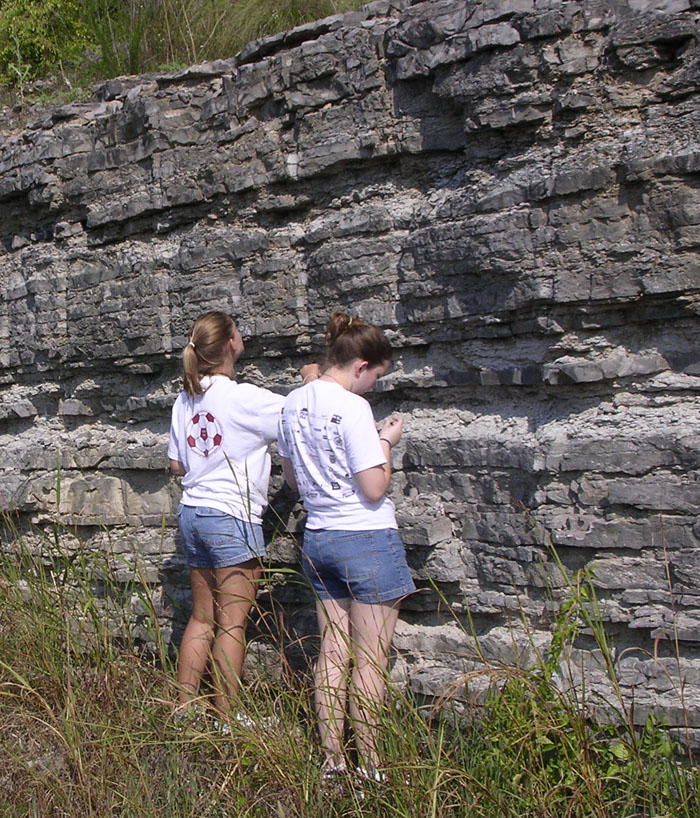
Observando estratos geológicos, estudantes da universidade de Wooster, Tennessee
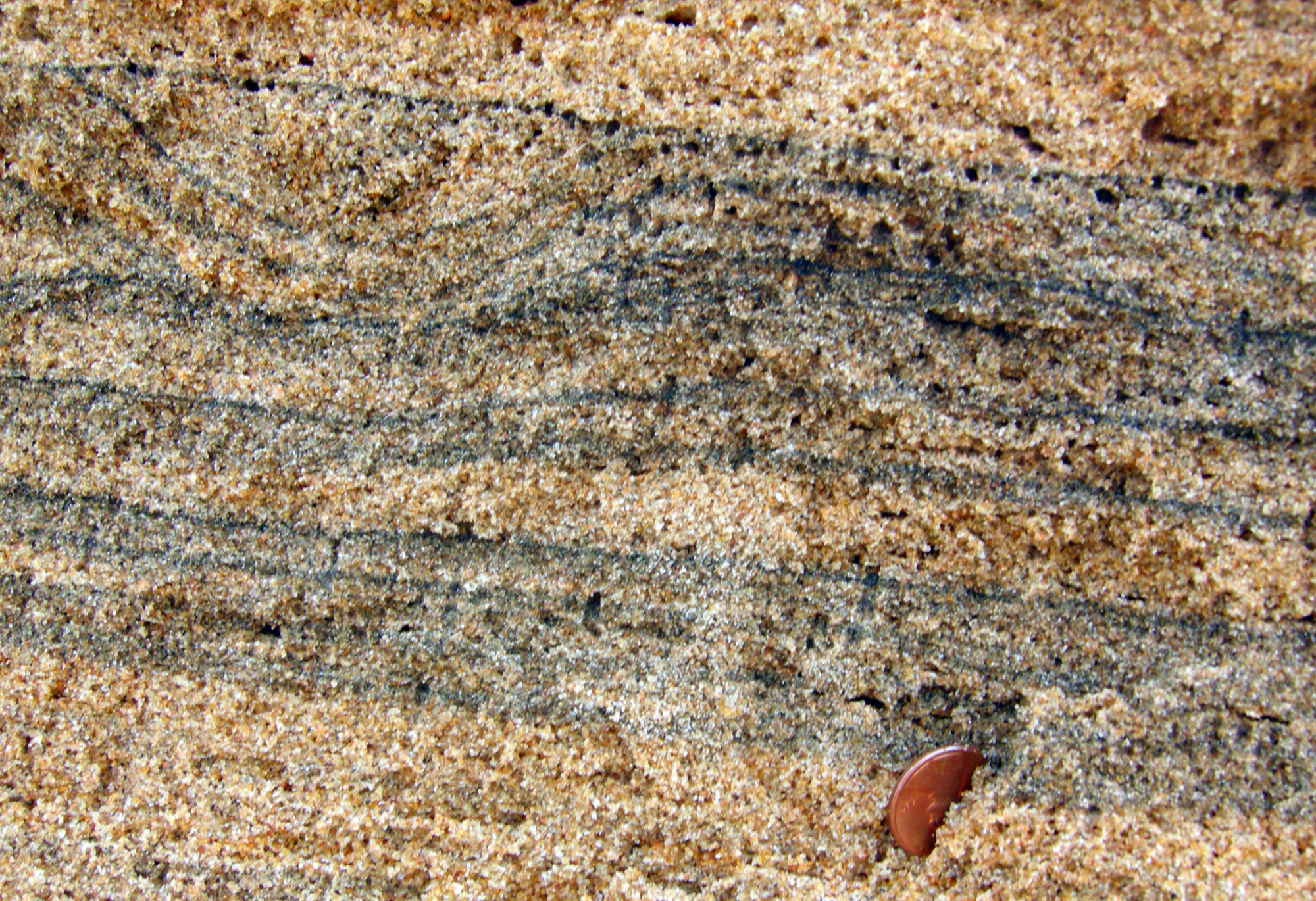
Estratos de minerais pesados (escuros) em arenito de quartzo (Chennai, Índia)
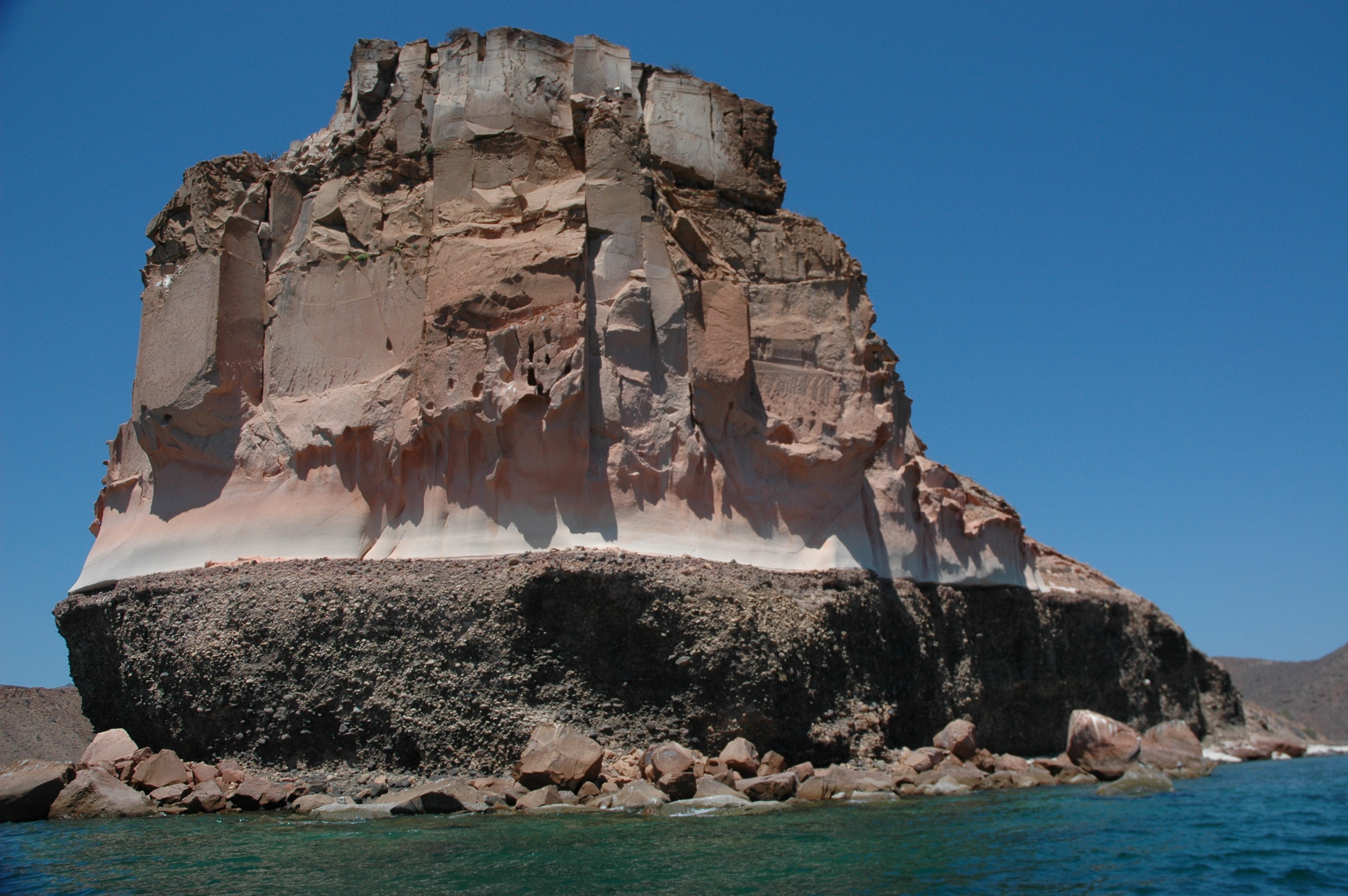
Ilha estratificada na Baixa Califórnia do Sul, México
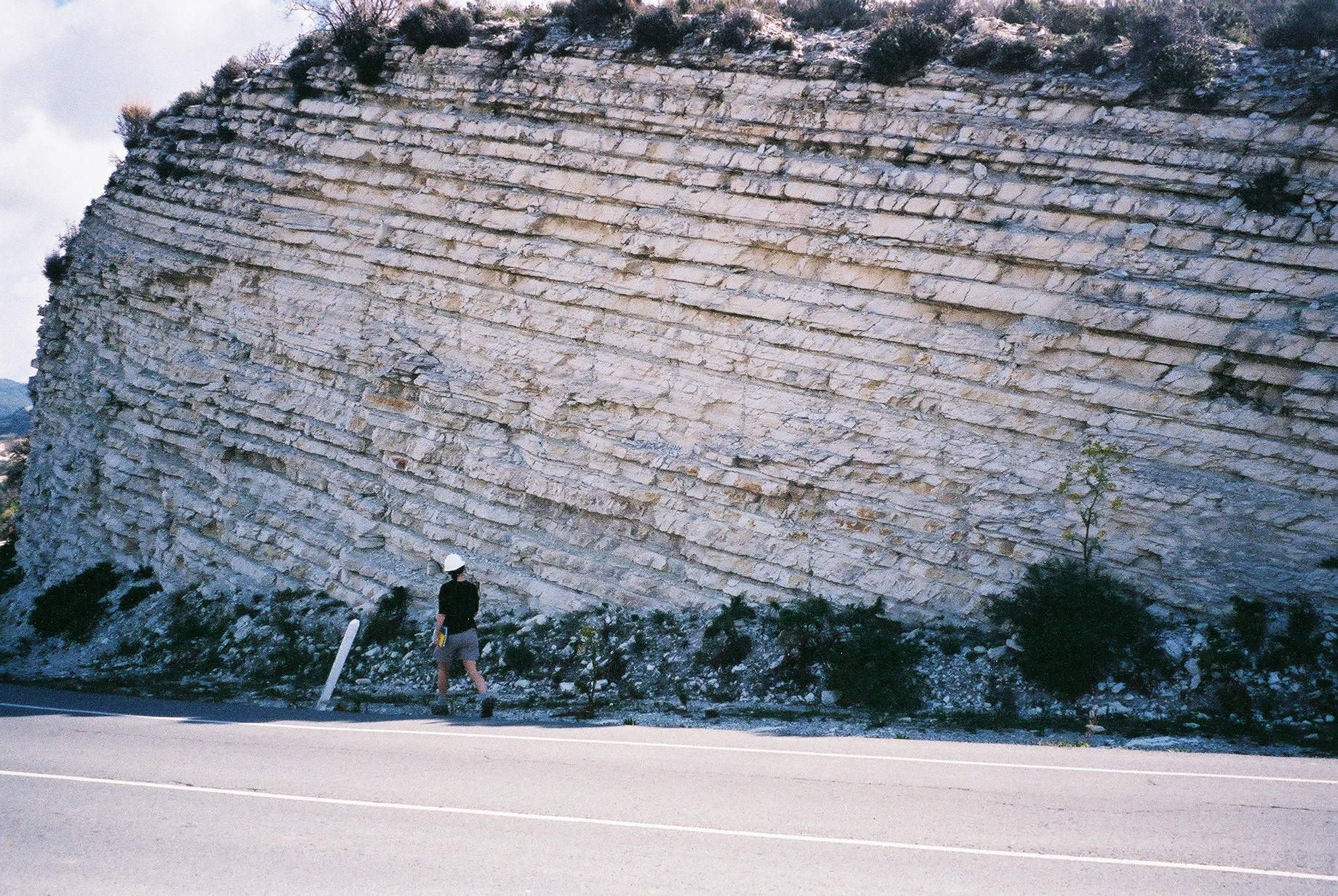
Clássica estrutura em camadas de calcário, Chipre